# Accokeeks
Els accokeeks són un grup d'amerindis dels Estats Units que vivien a Maryland meridional en l'època de la colonització anglesa. Vivien al llarg del riu Potomac en l'actual comtat de Prince George, Maryland. Parlaven una llengua algonquina i eren relacionats amb els piscataway, una altra tribu de llengua algonquina.
Accokeek, una àrea no incorporada a Maryland, va rebre el seu nom per la tribu accokeek.
Accokeek significa en la vora del turó.